# Eleitorado do Noroeste (Islândia)
O Eleitorado do Noroeste é um dos seis distritos eleitorais da Islândia. Sua maior cidade é Akranes.

## Geografia
Faz fronteira com os distritos eleitorais do Nordeste, Sul, Sudoeste e o litoral próximo de Akranes está localizado próximo ao do norte de Reiquiavique. O seu território inclui os glaciares de Drangajökull, Eiríksjökull, Snæfellsjökull, Þórisjökull e, nas suas fronteiras a sudeste, a parte norte do Hofsjökull e Langjökull.